# BeShare
BeShare — приложение для BeOS для работы с файлообменной сетью, схожей с Napster. Так как в BeOS активно используются расширенные файловые атрибуты, требуются специфические методы передачи файлов через интернет, чтобы не потерять их (с этой проблемой хорошо знакомы пользователи классических макинтошей). Кроме того, в клиент включён чат, похожий на IRC.
Существует мультиплатформенная Java-версия.